# Авшаров, Мухтар Гасан оглы
Авшаров Мухтар Гасан оглы (азерб. Avşarov Muxtar Həsən oğlu; ) — 15 февраля 1914, Эривань, Закавказская республика — 6 декабря 2004, Баку , азербайджанский театральный и кинодеятель. Народный артист Азербайджана (2002).

## Биография
В 1922 году после окончания Железнодорожной школы в Гяндже, Мухтар Авшаров, закончив IX класс, по инициативе своего отца приехал в Баку, чтобы начать обучение в художественной школе. Любовь к театру привела его в драматический кружок Агасалима Манафлы в Доме культуры железнодорожников в свободное от учебы время. Вскоре руководство этим кружком возглавил известный актер Ульви Раджаб и начал репетиции пьесы «Намус» («Честь») Александра Ширванзаде.
В 1933 году, окончив художественное училище, Мухтар вернулся в Гянджу и, помимо работы помощником машиниста на железной дороге, продолжал свою деятельность как актер театра в доме культуры железнодорожников. Вскоре его пригласили в Гянджинский государственный драматический театр, где он сыграл свою первую профессиональную роль — Сумбата в «Намус».
В 1936 году его отправили на двухмесячные курсы культуры и просвещения в Москву, по возвращении в Гянджу, Мухтара назначили на должность в Доме культуры. Спустя некоторое время его пригласили в Гянджинский государственный драматический театр, где он сыграл роль Хаджи Кязыма в комедии «Мертвецы» Джалила Мамедкулизаде.
С началом Великой Отечественной войны он был арестован из-за своей политической позиции, противостоявшей переименованию Гянджи в Кировабад и присвоению театру имени Лаврентия Берии. Мухтар провел пять лет в тюрьме и был освобожден за несколько лет до окончания срока благодаря петициям, написанным им во время заключения. Его освобождение и возвращение в театр встретили постановкой спектакля «Любовь и месть» Сулеймана Сани Ахундова, однако уже на следующий день он был вновь уволен. Вернулся к работе в театре только после смерти Сталина.
В 1968 году Авшаров был приглашён в Азербайджанский государственный академический национальный драматический театр, где он проработал до конца 1990-х годов, исполняя сотни ролей с разнообразными характерами. Кинорежиссер Вагиф Мустафаев пригласил его сниматься в фильмах «Дяли Кюр» и «Зовите меня» в конце 1960-х годов.
В 1989 году, в период перестройки, Мухтар Авшаров был уволен с работы в соответствии с решением о том, что «люди старше 60 лет должны быть освобождены от работы». Однако это не остановило его творческую деятельность. В 1992 году актриса Амалия Панахова основала Бакинский муниципальный театр и пригласила Мухтара Авшарова в свой коллектив. В этом театре он создал образы в постановках таких пьес, как «Надир-шах» (Нариман Нариманов), «Возвращение» (Джафар Джаббарлы) и многих других.
В 1996 году Мухтар Авшаров присоединился к театру «Звезды, не гаснущие», который начал свою деятельность при Фонде культуры, и здесь в постановке «Бледные цветы» (Джафар Джаббарлы) он исполнил роль деда Абдула.
Кинорежиссер Вагиф Мустафаев пригласил его для съемок в фильме «Где дождаться знака» (1986 год).
В 2002 году Мухтар Авшаров был удостоен персональной премии Президента Азербайджанской Республики, а в ноябре того же года ему было присвоено звание Заслуженного артиста города Баку в связи с десятилетием Бакинского муниципального театра.
Кинокарьера Авшарова включает в себя участие во многих фильмах: «Дели Кюр» (1969), «Афродита в объятиях» (1987), «Генерал» (1970), «Красное озеро» (1984), «Сары гялин» (1998), «Суррайя» (1987) и многие другие. Его роль в фильме «Афродита в объятиях» (1987) была отмечена особым вниманием.
В ноябре 2002 года Мухтар Авшаров был удостоен звания Народного артиста Азербайджана, а также получил персональную премию Президента страны.
27 мая 2004 года Мухтар Авшаров награждён орденом «Слава».

## Фильмография
- День рождения (1977) — роль: буфетчик
- Последний перевал (1971) — роль: Расул
- Удар в спину (фильм, 1977)
- Послезавтра, в полночь (1981)
- Кура неукротимая (1969)
- Старая черешня (1972)
- Я ещё вернусь (1980)
- День прошёл (1971)
- Всё к лучшему (фильм, 1997)
- Мужское слово (1987)
- Пора седлать коней (1985)
- Рыцари чёрного озера (1984)
- Мститель из Гянджабасара (1974)
- Золотая пропасть (1980)
- Сары Гялин (1998)
- Севиль (фильм, 1970).
- Сурейя (1987).
- Звук свирели (1975).
- Звёзды не гаснут (1971).
- Непокорённый батальон (1965).